# Robert Mieusset
Pas d'image ? Cliquez ici
Robert Mieusset alias Jimmy Mieusset, né le 16 février 1943 à Villeurbanne est un pilote automobile Français. Il a été cinq fois champion de France de la montagne.

## Biographie
Il a pratiqué la compétition automobile de 1964 à 1981.
Il est le petit-fils du créateur d'une marque automobile lyonnaise du même nom, au début du XXe siècle (16e de la Coupe Gordon Bennett en 1905 - pilote Bérioux), et fils d'un concessionnaire Renault de Villeurbanne.
De 1967 à 1968, il est pilote officiel pour Matra.
En 1970, il s'est essayé aux compétitions de Formule 3 nationales, sur l'ex- bolide Martini MW3 de Jacques Laffite.
En 1979, il monta sa propre écurie de courses de côte avec une Martini F2, pilotée alors par Guy Fréquelin, le champion de France en titre de la spécialité.

## Palmarès

### Titres
- Participation à la double victoire de l'équipe du lyonnais (Trophée Lotus Seven), dans la Coupe des Provinces de 1964 et 1965, avec Saveur Costa, François Lacarrau...;
- Vainqueur de la première Coupe Gordini en 1966;
  - Vice-Champion de Formule France en 1968 et 1969;
- Cinq fois vainqueur du Championnat de France de la montagne de 1re division, de 1971 à 1975, sur Pygmée MDB15, puis surtout March 722;
- Une fois vainqueur du Championnat de France de la montagne de 2e division;
- Double vainqueur du Championnat d'Europe de la montagne en 1973 et 1974, en catégorie racing car (EHCC, sur March 722 Ford (Gr. 8+9) puis 742 BMW (Gr. 8+9));
  - Vice-champion de France de la montagne, en 1976 sur March 742 et 762, BMW, et Alpine A441 (5e en 1977, et 8e en 1978);

### Victoires
- 14 victoires en championnat d'Europe entre 1971 et 1977[2];
- Troisième -et dernier- triple vainqueur d'après-guerre de la course de côte du Mont Ventoux, en 1971 (sur Pygmée MDB15-Ford), 1973 (sur March 722-Ford), et 1976 (ultime édition, sur March 762-BMW) (après Manzon et Trintignant);
- Record absolu de vitesse de la course de côte du Mont Ventoux.

### Autres victoires de la montagne notables
- Chamrousse: 1971, 1972, 1973, 1975 et 1977;
- Mont-Dore: 1971, 1975, 1976 et 1977;
- Perthuis: 1971 et 1972;
- Limonest: 1972 et 1973;
- Montseny 1973 et 1974;
- Dobratsch: 1973 et 1974;
- Ampus: 1973, 1974 et 1975;
- Saint Gouëno: 1975;
- Turckheim: 1976 et 1978;
- Trento Bondone (it): 1974.

(nb: il termine également 3e du classement général à St Ursanne -Suisse- en 1973)

### Résultats aux 24 Heures du Mans
| Année | Voiture     | Équipe                            | Équipiers                        | Résultat |
| ----- | ----------- | --------------------------------- | -------------------------------- | -------- |
| 1966  | ASA RB613   | North American Racing Team (NART) | François Pasquier                | Abandon  |
| 1973  | Chevron B23 | Pierre Maublanc                   | Pierre Maublanc                  | Abandon  |
| 1974  | Lola T292   | Racing Organisation Course        | Fred Stalder / François Servanin | Abandon  |